# Liberty Lake
Liberty Lake är en ort i Spokane County i delstaten Washington, USA.